# Штина, Эмилия Адриановна
Эмилия Адриановна Штина (18 июня [1 июля] 1910, Большая Пурга, Вятская губерния — 9 декабря 2007, Киров) — альголог, доктор биологических наук (1956), профессор (1957). Автор 270 научных публикаций. Депутат Верховного Совета РСФСР (1967—1971). Заслуженный деятель науки РСФСР (1973). Кавалер ордена Ленина (1966), награждена пятью медалями. Почётный гражданин города Кирова (1969).

## Биография
Эмилия Штина родилась 18 июня 1910 года в селе Большая Пурга Вятской губернии (ныне — в Игринском районе Удмуртии), в семье агронома. Училась в школе города Нолинска, в 1928 году поступила в Вятский пединститут, который окончила в 1931 году. В 1934—1937 годах училась в аспирантуре Московского государственного университета под руководством профессора К. И. Мейера, получила узкую специальность альголога. С 1941 года работает доцентом в Кировском сельхозинституте. В 1956 году защищает диссертацию на соискание степени доктора биологических наук, становится первой женщиной доктором наук в Кирове. В 1957 году получает научное звание профессора, с 1959 по 1976 год заведует кафедрой ботаники сельхозинститута.
18 лет работала депутатом местных Советов, 10 лет возглавляла депутатскую комиссию областного совета
по охране природы. В 1967—1971 году была депутатом Верховного Совета РСФСР, где работала в комиссии по охране природы.
Долгие годы возглавляла кировские отделения Русского ботанического общества, Общества почвоведов России, Общества микробиологов России, а также Всероссийского общества охраны природы.
До последних дней продолжала работать на кафедре ботаники ВГСХА. Умерла 9 декабря 2007 года в Кирове на 98 году жизни.

## Научная деятельность
Научную деятельность начала с изучения водорослей рек Вятки, Камы и других водоёмов Кировской области. Автор нового научного направления — почвенной альгологии. Под руководством Эмилии Штиной сформировался научный коллектив, признанный центром почвенной альгологии в стране. Опубликовала 270 научных публикаций, в том числе 5 монографий.
Штина выступала с докладами на Международных ботанических конгрессах в Великобритании, Ленинграде и др., на Международных конгрессах почвоведов в США, Румынии, Австралии, Москве. Под руководством Эмилии Штиной защищено 27 кандидатских диссертаций. Известна лекционной деятельностью, многократно читала курс почвенной альгологии в Московском, Ленинградском, Киевском университетах.